# Малик, Айша
Айша А. Малик (урду عائشہ اے ملک‎; род. 3 июня 1966, Карачи, Синд) — пакистанская судья. Она первая женщина-судья Верховного суда в истории Пакистана. 6 января 2022 года Судебная комиссия Пакистана утвердила её назначение в Верховный суд. Она приняла присягу 24 января 2022 года. С 27 марта 2012 года по 5 января 2022 года Малик также занимала должность судьи пакистанского Верховного суда Лахора.

## Ранняя жизнь и образование
Айша получила базовое образование в школах Парижа и Нью-Йорка, а также окончила школу A-Levels в лондонской школе для девочек Фрэнсис Холланд. В Пакистане она посещала среднюю школу Карачи и получила степень бакалавра коммерции в местном Государственном колледже коммерции и экономики. Затем она получила юридическое образование в Пакистанском юридическом колледже и степень магистра права Гарвардской школы права. За выдающиеся заслуги Малик была удостоена в 1998—1999 годах звания стипендиата Лондонского фонда Х. Гэммона.

## Юридическая карьера
Свою юридическую карьеру Айша начала как ассистентка Фахруддина Г. Эбрахима в юридической фирме Fakhruddin G. Ebrahim & Co., Карачи, с 1997 по 2001 год.
С 2001 по 2004 год Малик работала в компании Rizvi, Isa, Afridi & Angell, первоначально в качестве старшего юриста. С 2004 по 2012 год она была партнёром в Rizvi, Isa, Afridi & Angell (RIAA). В это время она руководила офисом фирмы в Лахоре, возглавляя отдел корпоративного права и судебных разбирательств.
27 марта 2012 года Айша стала судьёй Верховного суда Лахора.
В январе 2019 года Айша А. Малик стала президентом незадолго до этого созданного пакистанского Комитета по защите женщин-судей в Лахоре. Этот комитет был сформирован главным судьёй Высокого суда Лахора для принятия мер против хулиганских действий в отношении женщин-судей со стороны адвокатов окружных судов.
Айша также член Международной ассоциации женщин-судей (IAWJ), инициативы по расширению прав и возможностей женщин посредством равенства и справедливости для каждой девочки и женщины. Айша выступает за важность гендерной перспективы в поддержании верховенства закона.
Юридическая практика Айши включает выступления в Верховных судах, окружных судах, банковском суде, специальных и арбитражных трибуналах. В Англии и Австралии она выступала в качестве эксперта-свидетеля в делах по семейному праву, связанных с вопросами опеки над детьми, развода, прав женщин и конституционной защиты женщин в Пакистане. Она автор нескольких примечательных судебных решений, в которых особое внимание уделяется правам женщин и гендерному равенству.
Айша возглавляла Комитет по надзору за женщинами-судебными служащими, который рассматривал все вопросы, связанные с ними.
Малик рассматривает экологические вопросы в Верховном суде Лахора, она «зелёный» судья, выступающий за экологическую справедливость.
Она работала над процессом эффективного ускорения судебного процесса за счет автоматизации и управления делами. Она участвовала в запрете на территории Пенджаба «тестов на девственность», которые до этого проводились пережившим изнасилование в качестве одного из аргументов при определении разницы между изнасилованием и добровольным сексом (в том числе мужчинами, в том числе не гинекологами, в том числе без использования медицинских инструментов).
В январе 2022 года она приняла присягу в качестве судьи Верховного суда Пакистана . Она стала первой женщиной-судьёй Верховного суда.
В декабре 2022 года она была включена в список 100 женщин Би-би-си.

## Преподавание юриспруденции
Айеша преподавала банковское право в Университете Пенджаба, на кафедре магистратуры по бизнесу и информационным технологиям, а также торговое право в Колледже бухгалтерских и управленческих наук в Карачи.
Она разработала для Совета судебной академии Пенджаба курс по «гендерной чувствительности в судебных процессах» и составила справочник по экологическому законодательству для облегчения работы судов по рассмотрению экологических вопросов.

## Социальная работа
Айша работала консультантом и оказывала безвозмездную помощь НПО, борющимся с бедностью.
Она также много лет добровольно преподавала английский язык и развитие навыков общения в школе SOS Германа Гмайнера в Лахоре.
У Айши трое детей в браке с профессором права Хумаюном Ихсаном.

## Публикации
1. Why 'Trade' in Financial Services: An assessment of the Agreement on Trade in Financial Services under the GATS- The Journal of World Investment, Vol 1 No.2, December 2000. 12th Edition of the Global Report 2004 on the Independence of the Judiciary-Pakistan Chapter. Pakistan Secular Laws:
2. The Oxford International Encyclopedia of Legal History published by Oxford University Press 2009, Volume 4
3. Compilation of the Supreme Court of Pakistan 1956—2006 Selected Cases published by the Pakistan College of Law, published at the 50th anniversary of the Supreme Court of Pakistan.
4. Contribution to the Merger Control, Getting The Deal Through, being an International Journal of Competition policy and Regulation Global Competition Review.
5. Reporting for Pakistan for the Oxford Reports on International Law in Domestic Courts, a publication of the Oxford University Press.[11]
6. Judicial Review and the Rule of Law in Pakistan (Asian Journal of Comparative Law, Vol. 18 No. 3, December 2023).[12]